# Wirada tovarensis
Wirada tovarensis là một loài nhện trong họ Theridiidae.
Loài này thuộc chi Wirada. Wirada tovarensis được Eugène Simon miêu tả năm 1895.

## Hình ảnh